# Lury-sur-Arnon
Lury-sur-Arnon je naselje in občina v osrednjem francoskem departmaju Cher regije Center. Leta 1999 je naselje imelo 671 prebivalcev.

## Geografija
Kraj leži v pokrajini Berry ob reki Arnon, 29 km zahodno od Bourgesa.

## Uprava
Lury-sur-Arnon je sedež istoimenskega kantona, v katerega so poleg njegove vključene še občine Brinay, Cerbois, Chéry, Lazenay, Limeux, Méreau, Preuilly in Quincy s 5.513 prebivalci.
Kanton Lury-sur-Arnon je sestavni del okrožja Vierzon.

## Zanimivosti
- stolp z mestnimi vrati iz 12. stoletja,
- gotska cerkev sv. Pavla iz 19. stoletja,